# Bequaertia mucronata
Bequaertia mucronata es la única especie del género monotípico Bequaertia,  perteneciente a la familia de las celastráceas. Es  originaria de  África ecuatorial.

## Descripción
Son lianas que alcanzan un tamaño de 15-25 m de altura, con ramas parduscas y corteza roja que se vuelve pálida y escamosa con la edad, el tallo de 10 cm de diámetro, las ramas lisas, con crestas longitudinales, Cuando las hojas se secan son como de papel, las flores blancas, se vuelven anaranjado-rojas.

## Ecología
Se encuentra en los bosques húmedos, en bosques con Triplochiton scleroxylon; a orillas del río a una altitud desde cerca del nivel del mar hasta 1000 metros.

## Taxonomía
Bequaertia mucronata fue descrita por (Exell) R.Wilczek  y publicado en Bulletin du Jardin Botanique de l'État à Bruxelles 26: 400–402, pl. 1 1956.
Sinonimia
- Hippocratea mucronata Exell	basónimo[4]
- Hippocratea kairolecta Loes. ex Harms (1942
- Hippocratea semlikiensis Robyns y Tournay (1948)[2]